# YSネットサービス
YSネットサービス（ワイエスネットサービス、YS Net Service・略称：YSNS）は、山口銀行・北九州銀行・山口県内の信用金庫との間のATM・CD利用手数料無料提携サービスのことである。

## 概要

### 対象金融機関
- 山口銀行
- 北九州銀行
- 山口県内の信用金庫（萩山口・西中国・防府・東山口）

ただし本サービスの他、別の無料提携サービスが適用される場合がある。山口銀行・北九州銀行に関しては他にもみじ銀行ともYMFGATM利用手数料無料提携をしている他、他信用金庫相互間に関してはしんきんATMゼロネットサービス等がある。また、県外の信用金庫は島根県にある西中国信金の5支店1出張所を除き本サービスの対象外である。

### 利用時間と手数料
- 平日 8:45 - 18:00の出金：無料
- 平日 8:00 - 8:45と18:00 - 21:00の出金、土曜・日曜・祝日 9:00 - 17:00の出金：108円

### 対象ATM
- 上記対象金融機関が単独で設置しているATM
- 共同ATMの内、上記対象金融機関の何れかが幹事となるATM

なお、上記対象金融機関同士での共同ATMも存在する（例：山口銀行と西中国信用金庫の共同ATMなど）。
- 山口県以外では以下のATMが対象となる。
  - 山口銀行
    - 東京支店（東京都中央区）
    - 名古屋支店（愛知県名古屋市中区）
    - 大阪支店（大阪府大阪市北区）
    - 神戸支店（兵庫県神戸市中央区）
    - 益田支店（島根県益田市）
    - 広島支店（広島県広島市中区）
    - 平和通支店（広島県広島市中区）
    - 大州支店（広島県広島市南区）
    - 広島西支店（広島県広島市西区）
    - 祇園支店（広島県広島市安佐南区）
    - 五日市支店（広島県広島市佐伯区）
    - 廿日市支店（広島県廿日市市）
    - 和木支店ゆめタウン大竹出張所（広島県大竹市）=ATMのみ
    - 呉支店（広島県呉市）
    - 東広島支店（広島県東広島市）=2007年1月22日に新設（旧・もみじ銀行西条中央支店跡）
    - 福山支店（広島県福山市）
    - 松山支店（愛媛県松山市）

  - 北九州銀行
    - 本店営業部（福岡県北九州市小倉北区）
    - 門司支店（福岡県北九州市門司区）
    - 大里支店（福岡県北九州市門司区）
    - コレットプラス（福岡県北九州市小倉北区）
    - 三萩野支店（福岡県北九州市小倉北区）
    - 守恒支店（福岡県北九州市小倉南区）
    - 小倉東支店（福岡県北九州市小倉南区）
    - 沼支店（福岡県北九州市小倉南区）
    - 戸畑支店（福岡県北九州市戸畑区）
    - 八幡中央支店（福岡県北九州市八幡東区）
    - 八幡支店（福岡県北九州市八幡西区）
    - 折尾支店（福岡県北九州市八幡西区）
    - 八幡南支店（福岡県北九州市八幡西区）
    - 若松支店（福岡県北九州市若松区）
    - 行橋支店（福岡県行橋市）
    - 福岡支店（福岡県福岡市博多区）
    - 博多駅東支店（福岡県福岡市博多区）
    - 赤坂門支店（福岡県福岡市中央区）
    - 天神支店（福岡県福岡市中央区）
    - 西新支店（福岡県福岡市早良区）
    - 久留米支店（福岡県久留米市）
    - 長崎支店（長崎県長崎市）
    - 熊本支店（熊本県熊本市）
    - 大分支店（大分県大分市）

  - 西中国信用金庫
    - 益田支店（島根県益田市）=旧・津和野信用金庫益田支店=2012年9月10日におとよし支店=旧・津和野信用金庫益田第二支店を統合
    - 津和野支店（島根県鹿足郡津和野町）=旧・旧津和野信用金庫本店
    - 日原支店（島根県鹿足郡津和野町）=旧・津和野信用金庫日原支店
    - 吉賀支店・柿木支店（島根県鹿足郡吉賀町）=旧・津和野信用金庫吉賀支店・柿木支店
    - 柿木支店柿木出張所（島根県鹿足郡吉賀町）=ATMのみ

### 対象外ATM
以下のATMは本サービスの対象外となり、下記該当金融機関以外は通常の他行（MICS）利用手数料がかかる。
- 共同ATMの内、上記対象金融機関以外が幹事となるATM。以下に例示する。
  - 山陰合同銀行幹事で山口銀行・西中国信用金庫が参加する下記の共同ATM
    - ゆめタウン益田

  - JAバンク山口（JAバンク山口信連）幹事で山口銀行が参加する下記の共同ATM
    - 美祢市役所

  - JAバンク山口（JA山口美祢）幹事で山口銀行が参加する下記の共同ATM
    - フジ美祢店
    - 美祢市立病院

  - JAバンク山口（JA下関）幹事で山口銀行・西中国信用金庫が参加する下記の共同ATM
    - 道の駅きくがわ
- コンビニATM（いずれも、YSネットサービス内では山口銀行のみが参加）
  - 「イーネット」
  - 「ローソンATM」
- 以下の店舗にはATMが設置されていない。
  - 山口銀行
    - 尾道支店（広島県尾道市）=2007年1月22日に新設。ATMは近隣にあるもみじ銀行のものを利用する。ただし、YSネットワークは適用されない。

など

## 備考
- 入金・通帳利用取引・当座預金口座のキャッシュカード及び法人キャッシュカードによる利用はそれぞれの自行庫ATMのみとなる。
- 山口銀行の会員制組織「YMドリーム倶楽部」による時間外手数料優遇・振込手数料優遇及び、ワイエムカードによるATM時間外手数料キャッシュバックは、それぞれの提携信用金庫ATMでは適用されない。
- 1月1日 - 3日・5月3日 - 5日は各行庫（一部金融機関を除く）共にATMを稼動させているが、この期間は提携ネットワーク（MICS）が休止している為、それぞれの自行庫ATMでしか利用出来ない（ただし5月3日 - 5日の内の日曜はMICSは通常稼動する為に利用出来る。）。